# Мане, Мордехай Цви
Мане Мордехай Цви (5 мая 1859, Радошковичи, Виленская губерния — 15 октября 1886, Радошковичи, Виленская губерния) — писатель и поэт-лирик на иврите, художник.

## Биография
Родился в Радошковичах (ныне Молодечненский район, Минская область, Республика Беларусь) в семье бедного меламеда. Получил традиционное еврейское религиозное образование. Когда Мане минуло 13 лет, отец отправил его в Минск для поступления в одну из местных иешив. Родители, обнаружив его способности к рисованию, отправили без всяких средств в Вильну, где находилась рисовальная школа. Находясь в Вильно самостоятельно ознакомился с русским и немецким языками и общими науками. Окончив рисовальную школу (1880), поехал в Петербург, где был принят в Академию художеств. В годы учёбы публиковал стихи (писал под псевдонимом Ха-Мецайер), искусствоведческие и литературоведческие статьи в изданиях на иврите: «Хамелиц» и «Ха-Цефира». С 1884 жил в Варшаве. В 1884 появились первые симптомы роковой болезни — чахотки. В 1896 издательство Тушия выпустило полное собрание сочинений в двух частях.
Его именем названы улицы в Тель-Авиве, Хайфе и Рамат-Гане.